# Опасные годы
«Опасные годы» (англ. Dangerous Years) —  американский драматический фильм 1947 года режиссёра Артура Пирсона. В главных ролях снялись Билли Халоп и Энн Тодд. Это также первая роль Мэрилин Монро в кино, где она появляется в эпизодической роли официантки по имени Иви.

## Сюжет
Сюжет драмы разворачивается вокруг компании подростков Дорис, Лео и Вилли, которые находятся под влиянием хулигана Дэнни. Джефф Картер борется за порядок в городе и пытается предотвратить ограбление, запланированное бандой.

## В ролях
| Актёр          | Роль             |
| -------------- | ---------------- |
| Билли Халоп    | Дэнни Джонс      |
| Энн Тодд       | Дорис Мартин     |
| Джером Кауэн   | Уэстон           |
| Скотти Бекетт  | Вилли Миллер     |
| Ричард Геинес  | Эдгар Бёрнс      |
| Анабель Шоу    | Конни Бёрнс      |
| Дэррил Хикман  | Лео Эмерсон      |
| Гарри Харви    | Фил Кенни        |
| Гил Страттон   | Тамми МакДональд |
| Гарри Шеннон   | судья Рэймунд    |
| Дональд Кёртис | Джефф Картер     |
| Джозеф Витал   | Август Миллер    |
| Мэрилин Монро  | Иви              |
| Нана Брайант   | мисс Темплтон    |
| Том Кеннеди    | Адамсон          |

## Критика
Несмотря на плохие отзывы критиков, фильм пользуется спросом у современной публики в первую очередь из-за первого появления Мэрилин Монро в кино. В 1992 году Тай Берр из Entertainment Weekly описал фильм как «сагу о несовершеннолетних правонарушителях» и поставил ему низкую оценку.
Критик Анжелика Джейд Бастьен в статье журнала Valture назвала фильм «эмоционально запутанной драмой».